# Kanton Saint-Sernin-sur-Rance
Der Kanton Saint-Sernin-sur-Rance war bis 2015 ein französischer Wahlkreis im Département Aveyron und in der Region Midi-Pyrénées. Er umfasste 14 Gemeinden im Arrondissement Millau; sein Hauptort (frz.: chef-lieu) war Saint-Sernin-sur-Rance. Die landesweiten Änderungen in der Zusammensetzung der Kantone brachten im März 2015 seine Auflösung.
Der Kanton Saint-Sernin-sur-Rance war 274,58 km2 groß und hatte 3345 Einwohner (Stand: 2012).

## Gemeinden
| Gemeinde               | Einwohner (Stand: 2022) | Code postal | Code Insee |
| ---------------------- | ----------------------- | ----------- | ---------- |
| Balaguier-sur-Rance    | 89                      | 12380       | 12019      |
| La Bastide-Solages     | 110                     | 12550       | 12023      |
| Brasc                  | 172                     | 12550       | 12035      |
| Combret                | 258                     | 12370       | 12069      |
| Coupiac                | 358                     | 12550       | 12080      |
| Laval-Roquecezière     | 294                     | 12380       | 12125      |
| Martrin                | 234                     | 12550       | 12141      |
| Montclar               | 140                     | 12550       | 12149      |
| Montfranc              | 130                     | 12380       | 12152      |
| Plaisance              | 221                     | 12550       | 12183      |
| Pousthomy              | 212                     | 12380       | 12186      |
| Saint-Juéry            | 276                     | 12550       | 12233      |
| Saint-Sernin-sur-Rance | 586                     | 12380       | 12248      |
| La Serre               | 127                     | 12380       | 12269      |